# Робертс-Арм
Робертс-Арм (англ. Robert's Arm) — містечко в Канаді, у провінції Ньюфаундленд і Лабрадор.

## Населення
За даними перепису 2016 року, містечко нараховувало 805 осіб, показавши скорочення на 0,2%, порівняно з 2011-м роком. Середня густина населення становила 22,5 осіб/км².
З офіційних мов обидвома одночасно володіли 5 жителів, тільки англійською — 800.
Працездатне населення становило 39% усього населення, рівень безробіття — 22,8% (34,3% серед чоловіків та 9,5% серед жінок). 89,5% осіб були найманими працівниками, а 7% — самозайнятими.
Середній дохід на особу становив $37 868 (медіана $23 424), при цьому для чоловіків — $57 179, а для жінок $16 780 (медіани — $40 256 та $16 864 відповідно).
26,7% мешканців мали закінчену шкільну освіту, не мали закінченої шкільної освіти — 40,4%, 32,9% мали післяшкільну освіту, з яких 8,3% мали диплом бакалавра, або вищий.
| Статево-вікова структура населення | Статево-вікова структура населення | Статево-вікова структура населення | Статево-вікова структура населення | Статево-вікова структура населення |
| ---------------------------------- | ---------------------------------- | ---------------------------------- | ---------------------------------- | ---------------------------------- |
|                                    |                                    |                                    |                                    |                                    |
| Всього                             | Всього                             | 50,3%49,7%                         |                                    |                                    |
| 0 — 14 років                       | 0 — 14 років                       |                                    | 10,6%                              | 10,6%                              |
| 15 — 64 років                      | 15 — 64 років                      |                                    | 64%                                | 64%                                |
| 65 і більше                        | 65 і більше                        |                                    | 25,5%                              | 25,5%                              |
| 85 і більше                        | 85 і більше                        |                                    | 1,9%                               | 1,9%                               |
| Середній вік (років)               | Середній вік (років)               | 45,947,7                           | 46,8                               | 46,8                               |
| Медіана (років)                    | Медіана (років)                    | 49,650,2                           | 49,8                               | 49,8                               |
| — чоловіки — жінки                 |                                    |                                    |                                    |                                    |

| Походження мешканців:     | Походження мешканців:     | Походження мешканців: | Походження мешканців: | Походження мешканців: |
| ------------------------- | ------------------------- | --------------------- | --------------------- | --------------------- |
| Походження                |                           |                       | осіб                  | %                     |
| Корінні американці        | Корінні американці        |                       | 60                    | 7.5%                  |
| Інше північноамериканське | Інше північноамериканське |                       | 420                   | 52.5%                 |
| Європейське               | Європейське               |                       | 440                   | 55%                   |
| британське                | британське                |                       | 435                   | 54.38%                |
| французьке                | французьке                |                       | 25                    | 3.13%                 |

| Зайнятість населення за галузями (за класифікацією NOC): | Зайнятість населення за галузями (за класифікацією NOC): | Зайнятість населення за галузями (за класифікацією NOC): | Зайнятість населення за галузями (за класифікацією NOC): | Зайнятість населення за галузями (за класифікацією NOC): |
| -------------------------------------------------------- | -------------------------------------------------------- | -------------------------------------------------------- | -------------------------------------------------------- | -------------------------------------------------------- |
|                                                          |                                                          |                                                          |                                                          |                                                          |
| Управління                                               | Управління                                               |                                                          | 7,3%                                                     | 7,3%                                                     |
| Бізнес, фінанси та адміністрування                       | Бізнес, фінанси та адміністрування                       |                                                          | 7,3%                                                     | 7,3%                                                     |
| Охорона здоров'я                                         | Охорона здоров'я                                         |                                                          | 5,5%                                                     | 5,5%                                                     |
| Освіта, правозахист, муніципальні та урядові служби      | Освіта, правозахист, муніципальні та урядові служби      |                                                          | 10,9%                                                    | 10,9%                                                    |
| Роздрібна торгівля та послуги                            | Роздрібна торгівля та послуги                            |                                                          | 20%                                                      | 20%                                                      |
| Гуртова торгівля, транспорт та обладнання                | Гуртова торгівля, транспорт та обладнання                |                                                          | 27,3%                                                    | 27,3%                                                    |
| Природні ресурси, сільське господарство                  | Природні ресурси, сільське господарство                  |                                                          | 16,4%                                                    | 16,4%                                                    |
| Виробництво                                              | Виробництво                                              |                                                          | 5,5%                                                     | 5,5%                                                     |

## Клімат
Середня річна температура становить 3,8°C, середня максимальна – 19,8°C, а середня мінімальна – -13,8°C. Середня річна кількість опадів – 1 025 мм.
| Клімат поселення                              | Клімат поселення | Клімат поселення | Клімат поселення | Клімат поселення | Клімат поселення | Клімат поселення | Клімат поселення | Клімат поселення | Клімат поселення | Клімат поселення | Клімат поселення | Клімат поселення | Клімат поселення |
| Показник                                      | Січ.             | Лют.             | Бер.             | Квіт.            | Трав.            | Черв.            | Лип.             | Серп.            | Вер.             | Жовт.            | Лист.            | Груд.            |                  |
| Середній максимум, °C                         | −2,91            | −3,27            | 0,97             | 6,55             | 11,82            | 16,75            | 19,66            | 19,77            | 14,98            | 9,64             | 4,86             | −1,15            |                  |
| Середня температура, °C                       | −8,16            | −8,52            | −4,28            | 1,30             | 6,58             | 11,51            | 16,25            | 16,36            | 11,56            | 6,22             | 1,45             | −4,55            |                  |
| Середній мінімум, °C                          | −13,4            | −13,77           | −9,52            | −3,95            | 1,33             | 6,26             | 12,84            | 12,95            | 8,15             | 2,82             | −1,97            | −7,97            |                  |
| Норма опадів, мм                              | 88               | 83               | 72               | 73               | 77               | 95               | 82               | 112              | 90               | 89               | 80               | 84               |                  |
| Середньомісячна швидкість вітру, м/с          | 6.68             | 6.27             | 6.12             | 5.58             | 5.08             | 4.83             | 4.49             | 4.63             | 5.18             | 5.67             | 6.31             | 6.67             |                  |
| Середньомісячна сонячна радіація, кДж/м²·день | 3734             | 6732             | 10786            | 14349            | 17406            | 18957            | 18616            | 15651            | 11482            | 6797             | 3851             | 2794             |                  |
| --------------------------------------------- | ---------------- | ---------------- | ---------------- | ---------------- | ---------------- | ---------------- | ---------------- | ---------------- | ---------------- | ---------------- | ---------------- | ---------------- | ---------------- |
| Джерело:                                      |                  |                  |                  |                  |                  |                  |                  |                  |                  |                  |                  |                  |                  |